# جان هاغ
جان هاغ (بالإنجليزية: Jan Haag)‏ هي كاتِبة وشاعرة أمريكية، ولدت في 6 ديسمبر 1933 في ماريسفيل في الولايات المتحدة.